# Rainer Krienke
Rainer Krienke (* 1963) ist ein deutscher Informatiker und Autor von Fachliteratur.
Rainer Krienke studierte bis 1990 Informatik an der Universität Koblenz-Landau. Seit dem Diplom arbeitet er in dem dortigen Rechenzentrum als wissenschaftlicher Mitarbeiter mit der Spezialisierung auf Unix und Linux, zu welcher er diverse Fachliteratur veröffentlicht hat.

## Schriften
- Kommunikation unter Linux, 2000
- Programmieren in Perl, 1998
- UNIX Shell-Programmierung, 1997
- UNIX für Einsteiger, 1996
- C++ kurzgefasst, 1994